# Андреєва Пауліна Олегівна
Пауліна Олегівна Андрєєва (12 жовтня 1988, Ленінград, РРФСР, СРСР) — російська актриса театру І кіно, співачка, сценарист, кінорежисер, продюсер. Відома завдяки серіалам «Відлига» (2013) і «Метод» (2015) та фільму «Сарана» (2013).

## Життєпис
Народилася 12 жовтня 1988 року в місті Ленінграді (нині — Санкт-Петербург). Батьки Пауліни не мають відношення до акторського мистецтва. Її мама отримав вищу освіту за спеціальністю «ландшафтний дизайн». Батько дівчини є бізнесменом: він має власну будівельну фірму. У Пауліни є два рідних брата.

### Навчання
З ранніх років дівчина виявляла творчі здібності. Їй подобалося співати, танцювати і виготовляти поробки своїми руками. У 1995 році Пауліна пішла в перший клас. З дитинства дівчинка відвідувала різні гуртки танців, вишивання і так далі.
Вона подала документи в Санкт-Петербурзький державний університет на факультет журналістики. Вона провчилася 2 роки, а потім вона забрала документи і відправилася в Москву. У столиці вона навчалася в Школі-студії МХАТ. Її педагогами і наставниками були Д. Бруснікін і Р. Козак.

### Творчість
У 2011 році закінчивши ВУЗ прийняли в трупу МХТ ім. Чехова, де вона зіграла Уляну в постановці «Дім» та дві ролі — Низи і Фріди в «Майстрі і Маргариті».
Її кар'єра як актриси почалася в 2007 році. На той момент дівчина була студенткою 3-го курсу театрального вузу. Їй запропонували епізодичну роль в серіалі «Закон і порядок». Вона погодилася.
У 2009 році з'явилася в серіалі «Шалений янгол». Пауліна зіграла Валентину в молодості. В 2013 роц режисер Валерій Тодоровський представив свою нову картину — «Відлига». Роль співачки Діани виконала Пауліна Андрєєва.
У 2013 році вийшла ще одна стрічка з участю Пауліни Андрєєвої — «Темний світ». Їй дісталася роль Лілі, правої руки чаклуна. Її колегами по знімальному майданчику були Павло Прилучний, Пирогова Маша і Євгенія Брік.
У 2014 році актрису змогли побачити в двох фільмах — драмі «Григорій Р.» та в еротичному трилері «Сарана».
По-справжньому успішним для Андрєєвої виявився 2015 рік. Вона знімалася в картині "Постріл"та в серіалі «Метод», що вийшов на «Першому каналі». Разом з нею в проекті були задіяні такі актори, як Олексій Серебряков і Костянтин Хабенський.
У січні 2016 року була представлена мелодрама «Статус: вільний». Пауліна Андрєєва виконала роль Соні Шмулем. У фільмі також грали Ліза Боярська, Ігор Войнаровський і Данило Козловський.

## Особисте життя
З 2015 року зустрічається з відомим російським режисером, продюсером та актором — Федором Бондарчуком.
В 2022 році підписала відкритий лист із засудження російського вторгнення в Україну.

## Фільмографія
- «Відлига» (2013, т/с; співачка Діна)
- «Темний світ: Рівновага» (2013, Лілі, права рука чаклуна)
- «Сарана» (2013, Валерія)
- «Метод» (2015, т/с; Єсенія Стеклова)
- «Коханки» (2019, Іра)
- «Цой» (2020, Поліна, остання любов співака (прототип Наталія Разлогова)
- «Вертинський» (2021, т/с; Віра Холодна)
- «Горбоконик» (2021, Цар-дівиця) та ін.